# Gemma
α Coronae Borealis (Alpha Coronae Borealis, kurz α CrB) ist der hellste Stern im Sternbild Nördliche Krone. Es handelt sich um einen spektroskopischen Doppelstern sowie bedeckungsveränderlichen Stern vom Typ Algol. α Coronae Borealis ist auch unter den Namen Gemma (lateinisch „Edelstein“) und Alphekka (Alphecca, aus dem Arabischen) bekannt.

## Namen
Gemma ist lateinisch für „Edelstein“, was bereits auf die Kronengestalt des Sternbildes anspielt. Der Name Gemma für den Stern wurde aber in der Antike nicht verwendet, sondern erst später eingeführt. In Vergils Georgica wird der Stern als Gnosia Stella Coronae (lateinisch „Stern der Krone Knossos’“) erwähnt. Der aus dem Arabischen stammende Name Alphekka (Alphecca) leitet sich von Ulugh Begs Al Nāʽir al Fakkah ab, was so viel wie „der Helle [Stern] der Schale“ bedeutet. Die Internationale Astronomische Union hat am 20. Juli 2016 den Eigennamen Alphecca als standardisierten Eigennamen festgelegt.
Balreša (MULBalreša) war die mesopotamische Bezeichnung des Sterns. α Coronae Borealis galt als Stern der Göttin Nanaja. Balreša folgte als Stern des Enlil der Gottheit dBizilla. Beide gehörten zu der Gruppe der Enlil-Sterne. Nanaja zählte dabei als Balreša zu den sechs himmlischen Palastfrauen.

## Eigenschaften
α Coronae Borealis liegt 23 Parsec (75 Lichtjahre) von der Sonne entfernt. Johannes Franz Hartmann stellte 1902/03 fest, dass α Coronae Borealis ein spektroskopischer Doppelstern ist. Eine Bahn wurde erstmals 1909 von Frank Craig Jordan berechnet. Joel Stebbins entdeckte die Veränderlichkeit des Sterns (1914). Bei α Coronae Borealis handelt es sich um einen Algolstern; die Helligkeit schwankt mit einer Periode von 17,36 Tagen (zugleich die Umlaufzeit des Doppelsternsystems) zwischen 2,2 mag und 2,3 mag. Der Hauptstern des Systems ist ein Hauptreihenstern vom Spektraltyp A0. Er besitzt eine Masse von 2,6 Sonnenmassen, einen Radius von 3,0 Sonnenradien und die rund 70-fache Leuchtkraft der Sonne. Der Begleiter ist ein Hauptreihenstern vom Spektraltyp G5 mit 0,9 Sonnenmassen.
Mit Hilfe von modernen präzisen Messungen sowie der mittlerweile über ein Jahrhundert zurückreichenden Beobachtungsdaten konnte auch eine Apsidendrehung nachgewiesen werden. Es wurde berechnet, dass die Apsidenlinie für eine Drehung 6600 bis 10 600 Jahre benötigt.
Die Bewegung durch den Raum lässt annehmen, dass α Coronae Borealis dem Ursa-Major-Strom (Bärenstrom) angehört, einem am Himmel weit verstreuten Bewegungshaufen.